# South Vienna
South Vienna és una població dels Estats Units a l'estat d'Ohio. Segons el cens del 2000 tenia 469 habitants.

## Demografia
Segons el cens del 2000, South Vienna tenia 469 habitants, 166 habitatges, i 131 famílies. La densitat de població era de 441,7 habitants/km².
Dels 166 habitatges en un 41% hi vivien nens de menys de 18 anys, en un 60,2% hi vivien parelles casades, en un 15,7% dones solteres, i en un 20,5% no eren unitats familiars. En el 16,9% dels habitatges hi vivien persones soles el 5,4% de les quals corresponia a persones de 65 anys o més que vivien soles. El nombre mitjà de persones vivint en cada habitatge era de 2,83 i el nombre mitjà de persones que vivien en cada família era de 3,16.
Per edats la població es repartia de la següent manera: un 32,6% tenia menys de 18 anys, un 8,1% entre 18 i 24, un 28,4% entre 25 i 44, un 19,6% de 45 a 60 i un 11,3% 65 anys o més.
L'edat mediana era de 32 anys. Per cada 100 dones de 18 o més anys hi havia 87 homes.
La renda mediana per habitatge era de 40.625 $ i la renda mediana per família de 51.875 $. Els homes tenien una renda mediana de 36.389 $ mentre que les dones 25.833 $. La renda per capita de la població era de 17.271 $. Aproximadament el 8,5% de les famílies i el 8,2% de la població estaven per davall del llindar de pobresa.

## Poblacions més properes
El següent diagrama mostra les poblacions més properes.